# Kinderopvang (Nederland)
Kinderopvang is een verzamelterm voor verschillende mogelijkheden, anders dan basisonderwijs en daarop volgend onderwijs, om kinderen in een georganiseerd verband een ontwikkelingsgericht aanbod te bieden op het moment dat ouders werken, studeren of als kinderen een taal- of ontwikkelingsachterstand hebben.
Met kinderopvang worden de formele vormen van kinderopvangmogelijkheden aangeduid waarop de kinderopvangtoeslag van kracht is. De informele vormen (gratis opvang door opa, oma of buurvrouw) vallen daar buiten. Voorbeelden van formele kinderopvang zijn een gastouder, een kinderdagverblijf (of crèche) of voor-, na- en buitenschoolse opvang.
In de Wet kinderopvang en kwaliteitseisen peuterspeelzalen (Wkkp) gold een peuterspeelzaal ook als een vorm van kinderopvang.  Sinds 2018 is deze vorm van kinderopvang omgevormd tot kinderdagverblijf.
De Wkkp is vervangen door de Wet Kinderopvang (Wko).

## Vormen van kinderopvang

### Kinderdagverblijf
Een kinderdagverblijf verzorgt kinderopvang voor kinderen in de leeftijd van 0 tot 4 jaar. De kinderen worden verdeeld over groepen van maximaal 16 kinderen, afhankelijk van de leeftijd. De groepen kunnen horizontaal zijn (een groep per leeftijdscategorie) of verticaal (kinderen van alle leeftijden in een groep). 

### Voorschool
De voorschool is een opvangvoorziening waar kinderen tussen 2 en 4 jaar spelend leren. De voorschool bereidt kinderen voor op de basisschool zodat zij een goede start hebben. Er wordt gewerkt met een speciaal educatief programma en er is veel aandacht en tijd voor taalspelletjes, voorlezen, tekenen, luisteren, zingen en bewegen. De voorschool werkt samen met een basisschool. Het programma en de werkwijze van de voorschool sluiten aan bij het programma en de werkwijze in groep 1 en 2. Hierdoor is de overgang naar de basisschool makkelijker. Alle kinderen gaan minimaal 16 uur per week naar de voorschool. De uren moeten over minimaal 3 dagen worden verdeeld.

### Gastouder
Een gastouder is degene van 18 jaar of ouder die gastouderopvang biedt. Gastouderopvang is een formele vorm van kinderopvang en valt onder de Wet Kinderopvang. Gastouders kunnen zelfstandig zijn of hun verdiensten onder inkomsten uit overige werkzaamheden schalen. Een nanny kan ook een gastouder zijn, echter, indien hij/zij niet zelfstandig kan hij/zij onder de dienstverlening aan huis vallen.
Een gastouderbureau is een organisatie die gastouderopvang tot stand brengt en begeleidt en door tussenkomst van wie de betaling van ouders aan gastouders geschiedt. Gastouderbureaus kunnen verbonden zijn aan kinderopvangorganisaties, maar kunnen ook zelfstandig zijn. Gastouders en Gastouderbureaus moeten voldoen aan de Wet Kinderopvang. Voor het recht op kinderopvangtoeslag dient de gastouder en het gastouderbureau in het Landelijk Register Kinderopvang (LRK) geregistreerd staan. In dit register staan de gastouders en gastouderbureaus die voldoen aan de wettelijke eisen.

### Naschoolse opvang
De Naschoolse opvang (NSO), soms ook buitenschoolse opvang genoemd, is de opvang van kinderen na afloop van de school. De kinderen worden bij de school afgehaald en krijgen daarna een programma van activiteiten aangeboden, meestal tot ongeveer 6 uur, wanneer de ouders de kinderen op moeten halen.
Naschoolse opvang is er voor de kinderen in de leeftijd van het basisonderwijs, van 4 tot 12 jaar.

### Buitenschoolse opvang
Buitenschoolse opvang (BSO), soms ook naschoolse opvang genoemd, is een verzamelnaam van alle professionele kinderopvang, geregeld voor schoolgaande kinderen buiten de schooltijden.
Voor zowel de naschoolse opvang als de buitenschoolse opvang geldt dat deze een direct contact met de school dient te hebben. Er moet overleg plaatsvinden, zodat bijvoorbeeld ook opvang geboden kan worden op de studiedagen van het personeel in het basisonderwijs.

### Voorschoolse opvang
Voorschoolse opvang (VSO) is de opvang van kinderen voordat school begint. Vooral ouders die vroeg op de dag gaan werken maken gebruik van deze vorm van opvang.

### Tussenschoolse opvang
Tussenschoolse opvang (TSO) is de opvang van kinderen tussen de middag. Deze vorm van kinderopvang is geen kinderopvang in de zin van de Wet kinderopvang, hiervoor kan ook geen kinderopvangtoeslag worden aangevraagd.

### Ouderparticipatiecrèche
Een ouderparticipatiecrèche ook wel Opc’s zijn kinderopvangvoorzieningen waar een groep ouders zelf de opvang voor hun kinderen op zich neemt. In de wet zijn kenmerken opgenomen die bepalen wanneer sprake is van een opc:
- de kinderen worden door ten minste één ouder van elk van de kinderen opgevangen;
- de opvang vindt niet plaats op een woonadres van een ouder;
- de ouders die de opvang verzorgen worden niet betaald;
- de inkomsten van de opc worden besteed aan verantwoorde kinderopvang.

Sinds 1 juli 2021 zijn Ouderparticipatiecrèches opgenomen in de Wet kinderopvang.
In Nederland waren in juni 2021 7 opc’s.
De ouderparticipatie BSO is een vorm van buitenschoolse opvang en werkt volgens de principes van de ouderparticipatiecrèche, echter gaat het hier om kinderen van 4 tot 12 jaar en gaat het vaak om naschoolse opvang, dus niet om opvang voor de gehele dag of opvang.

### 24-uurs kinderopvang
24-uurs kinderopvang, wordt over het algemeen geboden in de leeftijd van 0 tot en met 12. De opvang vindt 24 uur per dag plaats, hetgeen niet wil zeggen dat kinderen er 24 uur per dag blijven. De opvang wordt vooral gebruikt door ouders die in dienstverlenende beroepen werken, maar ook door ouders in andere onregelmatige beroepen.

## Pedagogisch beleid & Veiligheids- en gezondheidsbeleid
Kindercentra dienen hun beleid vast te leggen in de vorm van een Pedagogisch beleidsplan en een Veiligheids- en gezondheidsbeleidsplan.
De inhoud van de beleidsplannen moeten minimaal voldoen aan de Wet Kinderopvang.

## Peuterspeelzaal
De Wet harmonisatie kinderopvang en peuterspeelzaalwerk regelt dat peuterspeelzaalwerk onder de definitie van kinderopvang is gekomen. Het onderscheid tussen peuterspeelzalen en kinderdagverblijven is verdwenen.
Een peuterspeelzaal was een veel lossere vorm van kinderopvang. Kinderopvangtoeslag wordt alleen verstrekt voor peuterspeelzaalwerk in een kindercentrum (zie de afbakening). In andere gevallen gebeurde de financiering volgens de Wet maatschappelijke ondersteuning, die door de gemeente werd uitgevoerd. De peuterspeelzaal was er voor 1 tot 4 dagdelen per week, en had minder het doel om in een groep de kinderen op te voeden en meer tot doel kinderen met elkaar te laten spelen. Er kwamen kinderen tussen de 2 en 4 jaar. Met 4 jaar gaan de kinderen naar de basisschool.